# Framo
Framo is een Duits automerk en afkorting van Frankenberger Motorwerke. Het bedrijf werd in 1923 opgericht om motorfietsonderdelen te bouwen voor DKW, een voorloper van Audi. Framo ontwikkelde vanaf 1927 eigen bestelwagens, kleine auto's en vrachtwagens. In 1948 werd het een Volkseigener Betrieb (VEB) in het Industrieverband Fahrzeugbau (IFA). In 1957 werd het bedrijf omgedoopt tot Barkas. Sinds 2014 wordt het merk gebruikt door een nieuw bedrijf Framo GmbH dat elektrische vrachtwagens bouwt.

## Geschiedenis

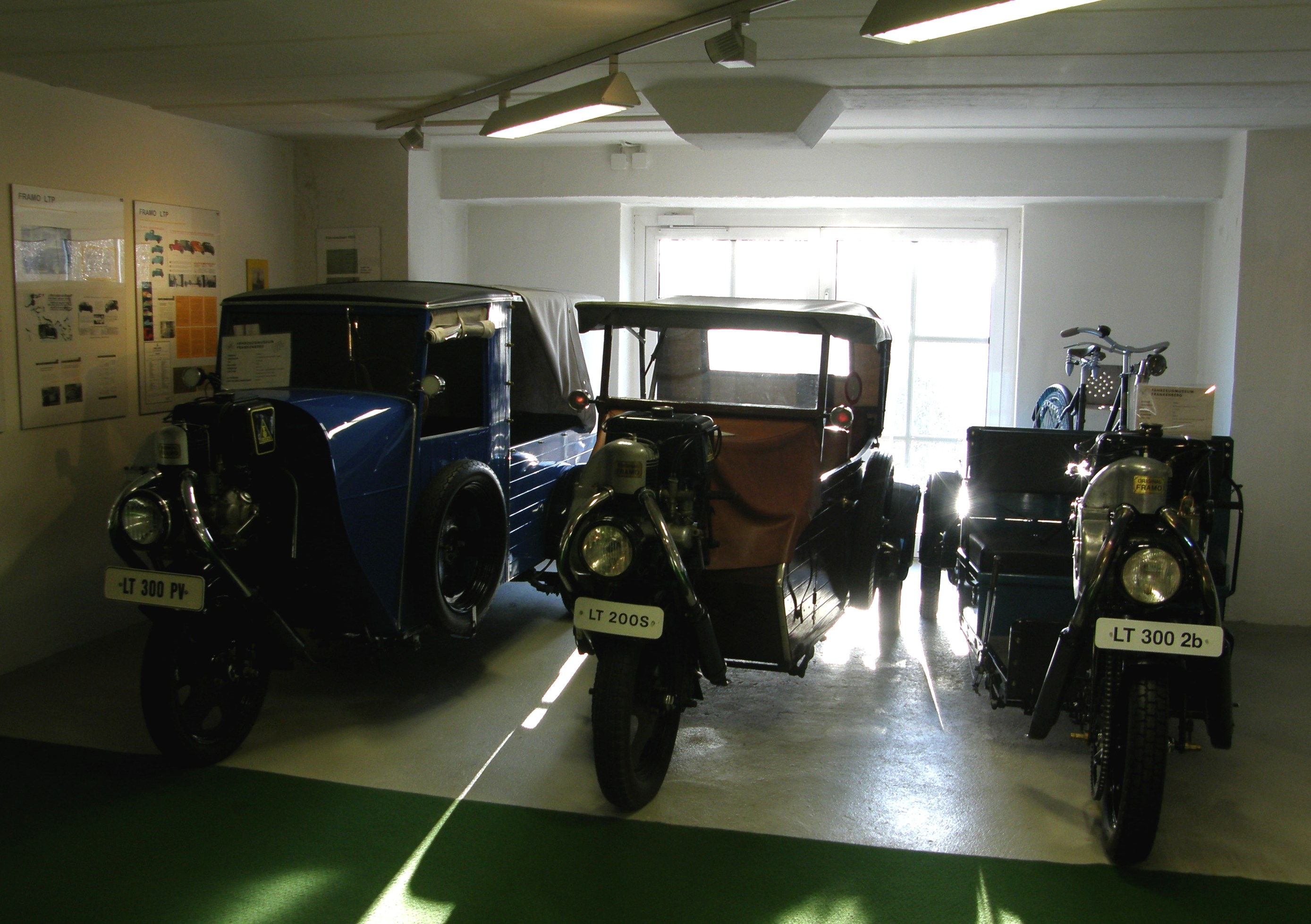
Framo-modellen van vóór de Tweede Wereldoorlog.

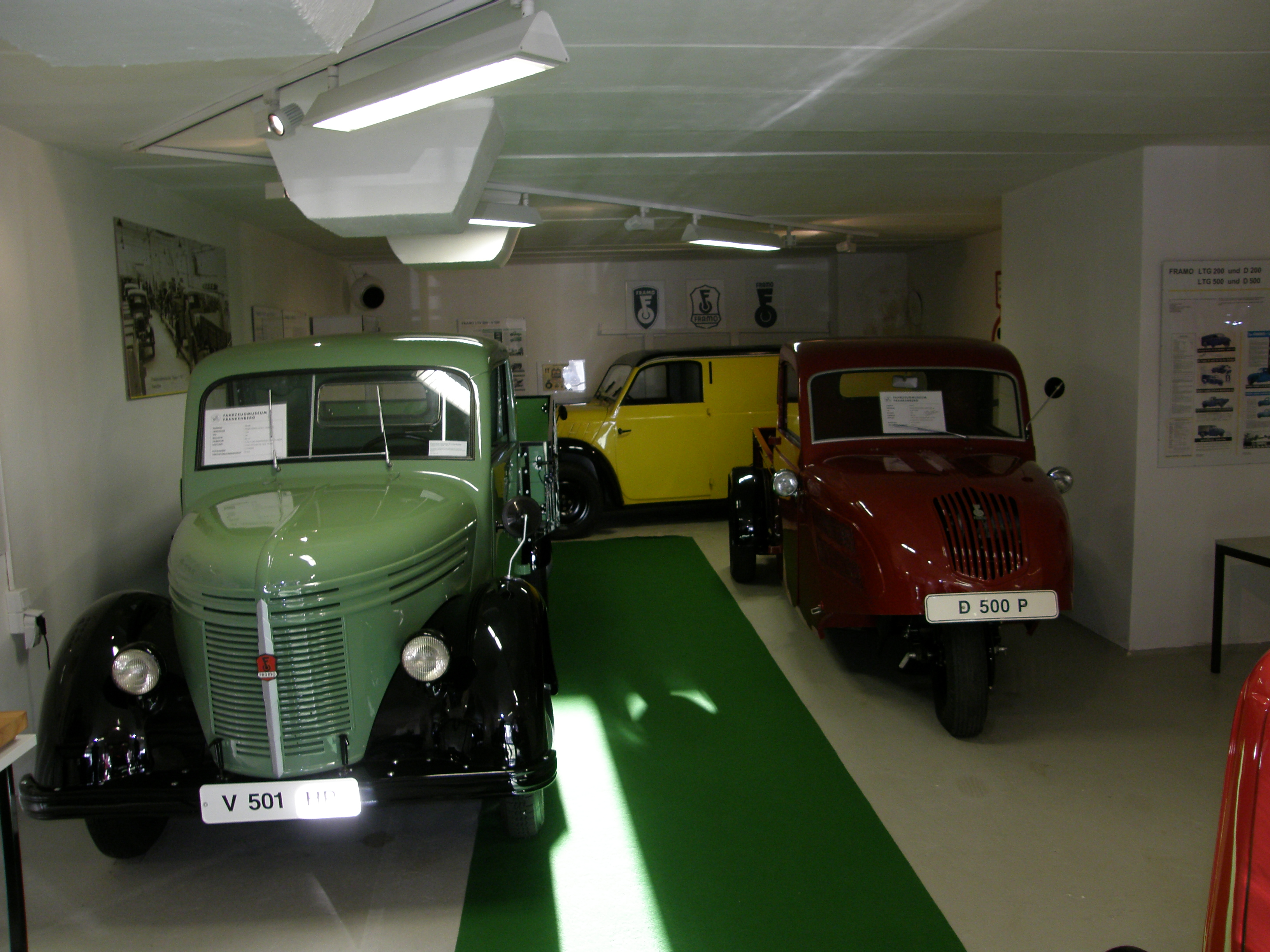
Framo D500P, V501 en V901 (naoorlogse modellen).

### Onderdelen voor DKW
De Deense industrieel Jørgen Skafte Rasmussen en zijn compagnon Carl Ernst begonnen in het Sakse Chemnitz, in 1903, een armaturen- en machinefabriek. Het bedrijf groeide en opende ook een fabriek in Zschopau.
In 1913 werd de Zschopauer Maschinenfabrik J. S. Rasmussen GmbH afgesplitst. Nadat ingenieur Hugo Ruppe een kleine motor had ontwikkeld, werd het bedrijf in 1921 omgedoopt tot Zschopauer Motorwerke. De fabriek bouwde auto's, motoren en bromfietsen onder de merknaam DKW. DKW was de grootste van de vier voorlopers van Audi.
Om de DKW-productie op te voeren, stichtte Rasmussen met de ingenieuren Richard Blau en Paul Figura, op 28 april 1923, de Metallwerke Frankenberg GmbH. Het bedrijf bouwde motorfietsonderdelen, zoals koppelingen, carburateurs, zadels en bagagekoffers. De fabriek begon met dertig werknemers en kreeg onderdak in een voormalige kazerne.

### Driewielers en kleine wagens
Framo produceerde onder die naam drie- en vierwielige vrachtauto's, die waren voorzien van een tweetaktmotor. Daarnaast werden er op kleine schaal personenauto’s geproduceerd.
Na de Tweede Wereldoorlog werd het bedrijf, dat door opdeling van Duitsland in Oost-Duitsland lag, onteigend en samengevoegd tot het staatsbedrijf IFA. Vanaf 1957 verdween de naam Framo en werd vervangen door Barkas.
Tevens werden de Framo vrachtauto's in de jaren '30 geproduceerd bij Manderbach in Wissenbach. Na de Tweede Wereldoorlog werd de productie weer opgestart, maar vanaf dan werden de wagens voorzien van Ford viertaktmotoren. In 1956 werd de productie gestaakt, nadat het bedrijf in 1954 in financiële moeilijkheden was geraakt.

## Framo GmbH

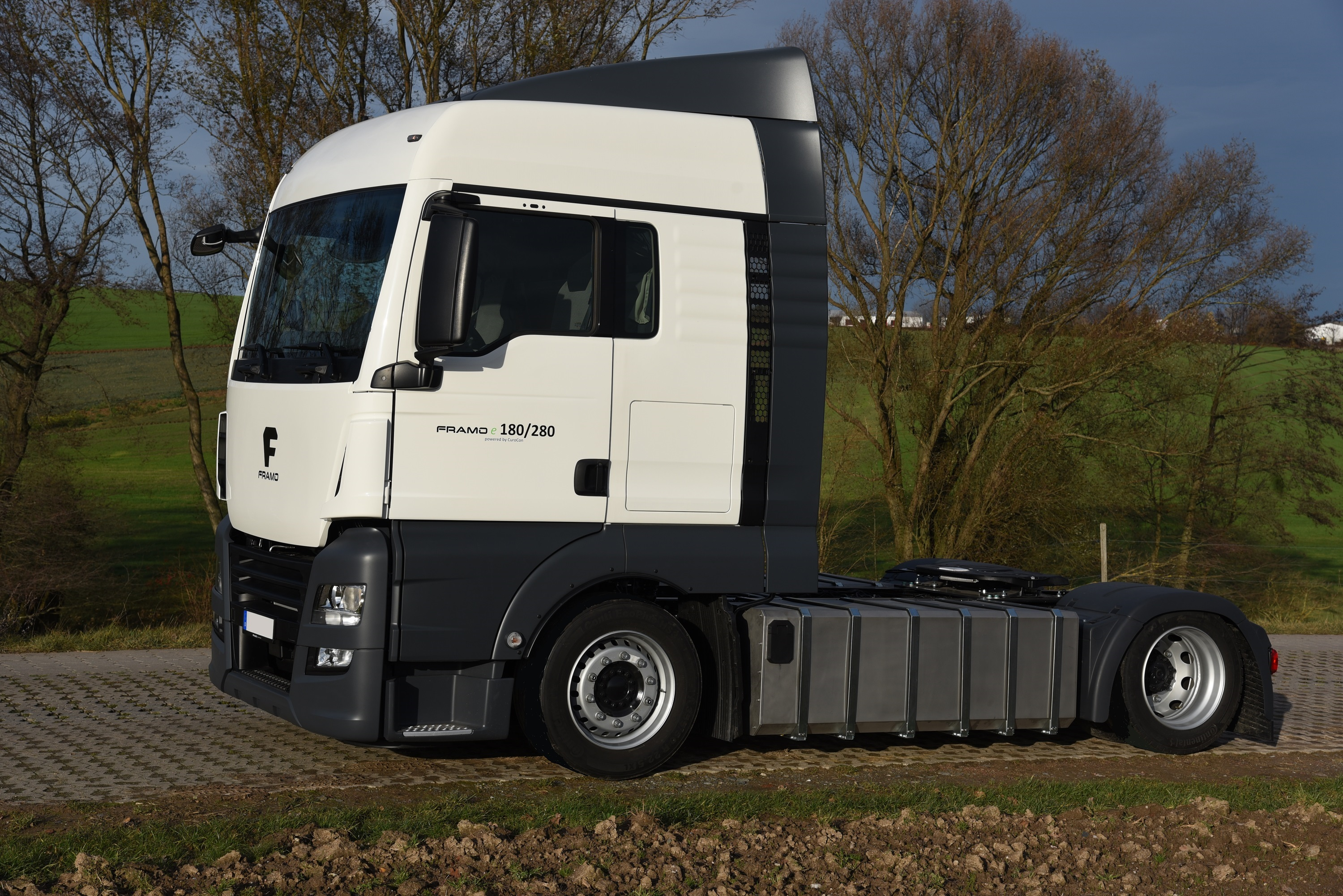
De nieuwe Framo

In 2014 werd het bedrijf Framo GmbH nieuw opgericht door de oprichter en partner Andy Illgen op de locatie Langenbernsdorf in Saksen. Het nieuwe Framo is gespecialiseerd in de elektrificatie van de logistieke sector.
Framo GmbH produceert volledig elektrische vrachtwagens met een totaalgewicht van 7,5 tot 44 ton. Alle gebruikelijke opbouwen van pick-up tot de opleggertrekker zijn mogelijk. De voertuigen worden geladen via de bestaande energie-infrastructuur. Framo produceert ook CCS-laadstations en maakt gebruik van laadcontrollers van CuroCon. Door middel van recuperatief remmen kan energie worden teruggewonnen in het remproces en worden teruggebracht naar het bestaande opslagsysteem.
- Gemeinsame Normdatei: 7652435-8